# Chile labuyo

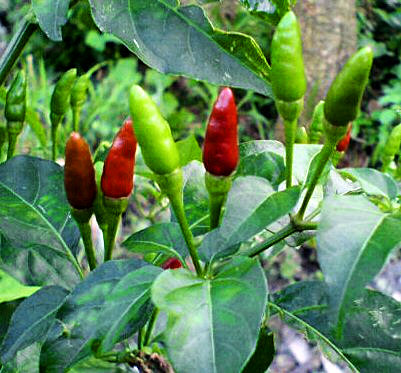
Las frutas triangulares pequeñas de siling labuyo tienen una forma distintiva que apunta hacia arriba, como otros cultivares de Capsicum frutescens.

El chile labuyo (en tagalo, Siling labuyo «chile silvestre») es un cultivar de chile que se desarrolló en las Filipinas tras importarse desde América por el intercambio colombino, y es una de las dos variedades nativas de chile que se encuentran en Filipinas, siendo la otra el chile mahaba. A diferencia del chile labuyo, cultivar de la especie Capsicum frutescens, el chile mahaba pertenece a la especie Capsicum annuum.
Pertenece a la especie Capsicum frutescens y se caracteriza por frutos de pequeño tamaño, triangulares y que crecen apuntando hacia arriba. Las frutas y las hojas se utilizan en la gastronomía tradicional filipina. Se trata de un chile picante (80.000-100.000 u. en la escala Scoville).
Se le puede denominar simplemente como labuyo («silvestre»). A veces también se le conoce como ojo de pájaro filipino, para diferenciarlo del ojo de pájaro tailandés. A menudo ambos se confunden entre sí, aunque son cultivares de dos especies diferentes. El siling labuyo es uno de los dos tipos comunes de chile local que se encuentra en Filipinas, siendo el otro el chile haba (Capsicum annuum).
El chile labuyo figura en el catálogo internacional Arca del Gusto de alimentos en peligro de extinción de Filipinas por el movimiento Slow Food.

## Taxonomía y nombres
El siling labuyo se conoce oficialmente con el nombre de cultivar Capsicum frutescens 'Siling labuyo'. Pertenece a la especie Capsicum frutescens. Los cultivares relacionados con el Siling labuyo incluyen el chile Tabasco, el chile Malagueta y el chile Piri-Piri.
Su nombre significa en idioma tagalo «chile silvestre», de sili («chile») y el sufijo enclítico -ng, y labuyo («que crece silvestre»), adjetivo que también se usa para la gallina silvestre (Gallus). Otros nombres locales para este chile son chileng bundok, siling palay, pasitis, pasite (tagalo), katumbal, kutitot, siling kolikot (bisayano), silit-diablo (ilocano), lada, rimorimo (bicolano), y paktin (ifugao).

### Cultivares comúnmente confundidos

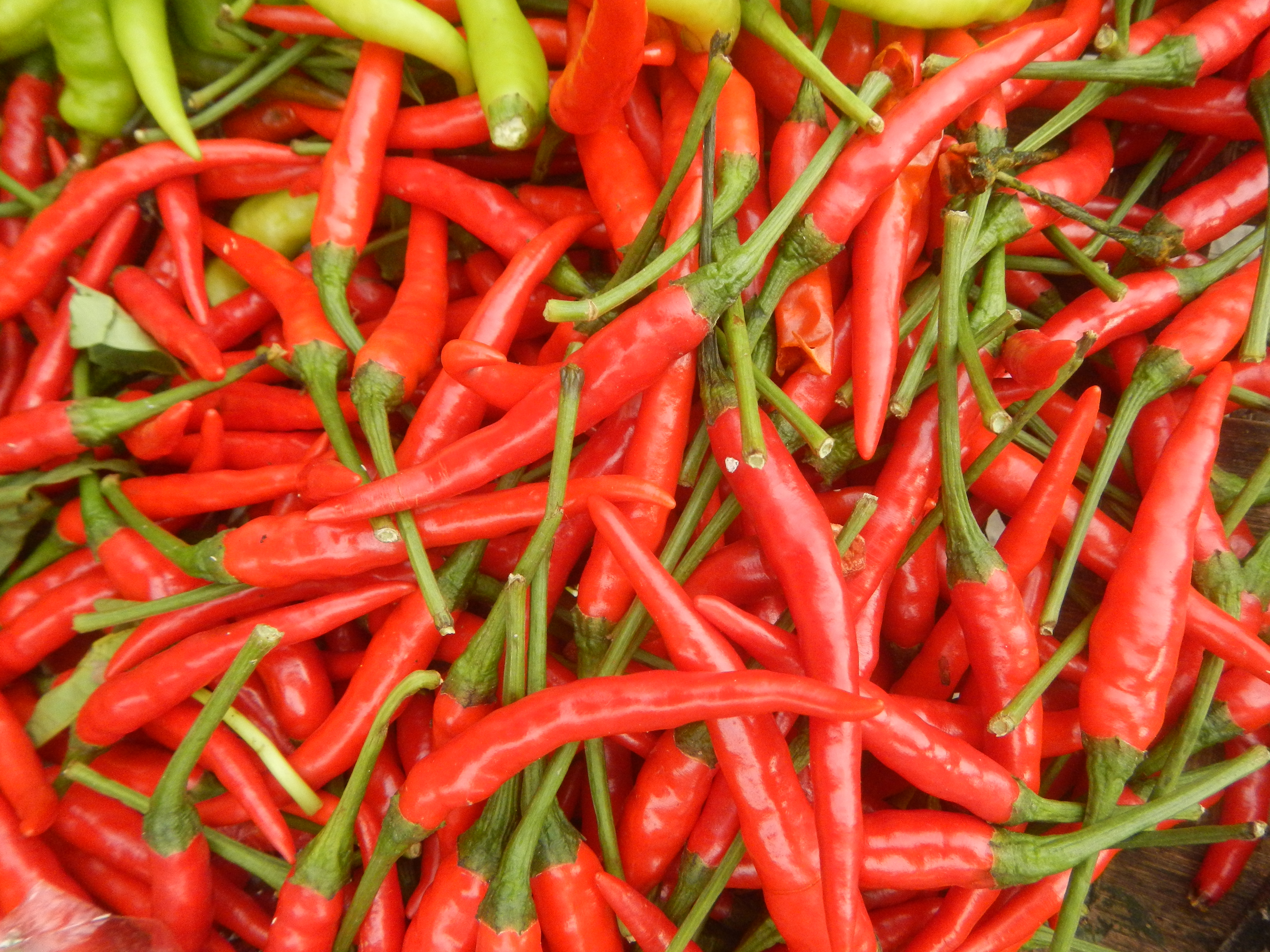
Siling tingala, un híbrido F1 comúnmente mal etiquetado como siling labuyo en los mercados de Luzón.

El chile ojo de pájaro se etiqueta comúnmente como labuyo siling en los mercados filipinos, aunque en realidad son una variedad de chile de una especie diferente (Capsicum annuum) que llegó a través de Tailandia. Sus frutos, a diferencia de C. frutescens, nacen de la planta apuntando hacia abajo. En Luzón, siling tingala, un híbrido F1 de alto rendimiento de C. frutescens y C. annuum taiwanés, también se venden comúnmente como siling labuyo. Si bien tienen ascendencia común de C. frutescens (sus frutos también crecen erectas), son mucho más largas y uniformemente rojas, similares a los chiles tailandeses.
Tanto el chile de ojo de pájaro como el tingala siling son populares entre los minoristas filipinos porque su color y forma son más consistentes y tienen una vida útil más larga, pero se consideran menos picantes que el chile labuyo.

## Descripción
Al igual que otros cultivares de Capsicum frutescens, el chile labuyo tiene un hábito compacto, que crece entre 0,30-1,22 m de altura. Tienen hojas lisas de ovadas a lanceoladas  y puntiagudas que miden alrededor de 6.5 cm de largo. Producen pequeñas flores de color blanco verdoso con estambres púrpuras. Estas se convierten en una gran cantidad de frutos pequeños y cónicos que miden 1.5-2.5 cm de longitud. Los frutos son muy picantes y se caracterizan por crecer erectos (apuntando hacia arriba). Los frutos inmaduros son de color verde oscuro y generalmente maduran a un rojo vivo, pero otras variedades pueden tener frutas amarillas, anaranjadas, blancas, moradas o incluso negras. Las flores y las frutas a menudo se agrupan en grupos de 2 a 3 en un nodo.

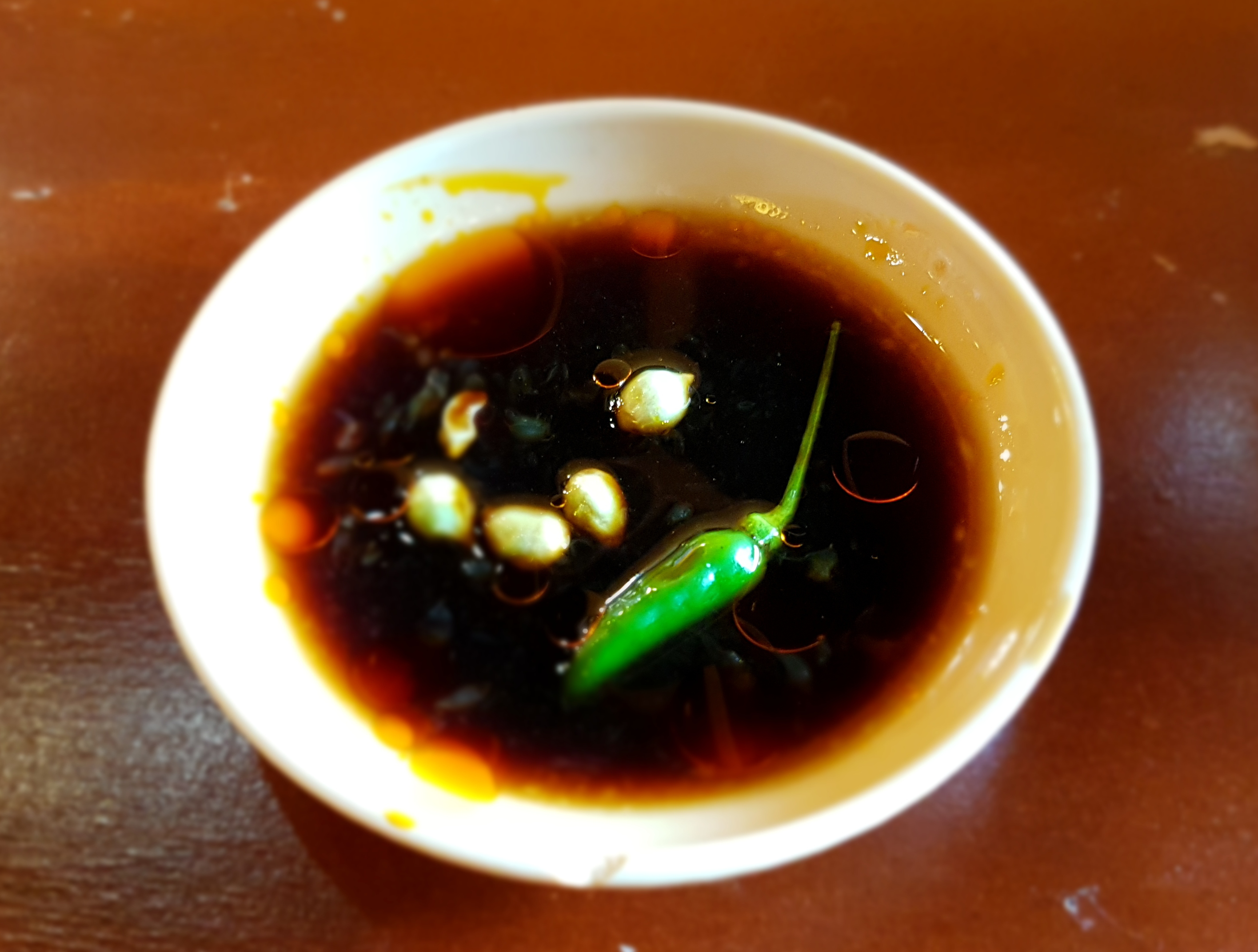
Toyomansi, una salsa picante para mojar típica filipina, compuesta de salsa de soja, calamansí, y condimentada con chile labuyo.

Las frutas del labuyo son pequeñas pero muy picantes (80.000-100.000 unidades Scoville), que se encuentra en el extremo inferior del rango para el chile habanero, que es más picante. Hubo un tiempo en que incluso figuraba como el chile más picante en el Libro Guinness de los Récords Mundiales, pero desde entonces se han identificado otras variedades más picantes de chile.

## Ingrediente en cocinar
Aunque no es tan importante en la gastronomía filipina como lo es el chile ojo de pájaro para otras gastronomías del Sudeste Asiático, sigue siendo un ingrediente de uso frecuente. El fruto del chile labuyo se usa popularmente para dar sabor al vinagre para ser utilizado como condimento picante, mientras que sus hojas generalmente se consumen como vegetales, como en la tinola.